# Яшасен
Яшасен (баш. Йәшәһен) — деревня в Миякинском районе Башкортостана, входит в состав Кожай-Семёновского сельсовета. 

## Население
| 2002 | 2009 | 2010 |
| ---- | ---- | ---- |
| 4    | ↘0   | →0   |

Национальный состав
Согласно переписи 2002 года, преобладающая национальность — башкиры (75 %).

## Географическое положение
Находится на правом берегу реки Дёмы.
Расстояние до:
- районного центра (Киргиз-Мияки): 25 км,
- центра сельсовета (Кожай-Семёновка): 10 км,
- ближайшей ж/д станции (Аксёново): 24 км.

## Инфраструктура
Возле деревни находится Оздоровительно-образовательный центр «Мечта».